# Provincia di Smirne
La provincia di Smirne (in turco İzmir ili) è una provincia della Turchia.
Dal 2012 il suo territorio coincide con quello del comune metropolitano di Smirne (İzmir Büyükşehir Belediyesi).

## Geografia fisica
La provincia di Smirne si trova lungo la costa turca del mar Egeo. Confina con la provincia di Balıkesir a nord, con la provincia di Manisa ad est, con la provincia di Aydın a sud.

## Geografia antropica

### Suddivisioni amministrative

Distretti della provincia di Smirne

La provincia è divisa in 30 distretti: 	
| - Aliağa - Balçova - Bayındır - Bayraklı - Beydağ - Bergama - Bornova - Buca - Çeşme - Çiğli | - Dikili - Foça - Gaziemir - Güzelbahçe - Karabağlar - Karaburun - Karşıyaka - Kemalpaşa - Kınık - Kiraz | - Konak - Menderes - Menemen - Narlidere - Ödemiş - Seferihisar - Selçuk - Tire - Torbalı - Urla |

Fanno parte della provincia 30 comuni e 614 villaggi.
Fino al 2012 il comune metropolitano di Smirne, capoluogo della provincia, era costituito dalle aree urbane dei distretti di Aliağa, Balçova, Bayındır, Bayraklı, Bornova, Buca, Çiğli, Foça, Gaziemir, Güzelbahçe, Karabağlar, Karşıyaka, Kemalpaşa, Konak, Menderes, Menemen, Narlidere, Seferihisar, Selçuk, Torbalı e Urla.